# Marie Pujmanová

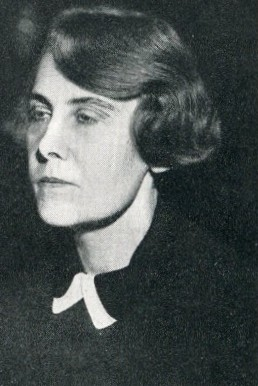
Porträt von Marie Pujmanová

Marie Pujmanová, geborene Hennerová (* 8. Juni 1893 in Prag; † 19. Mai 1958 ebenda) war eine tschechische Schriftstellerin, Lyrikerin und Journalistin.

## Leben und Wirken
Marie Anna Josefa Kamila Hennerová war die Tochter von Kamil Henner, einem Professor für Kirchenrecht an der Prager Universität. Sie erhielt eine umfassende Allgemeinbildung durch Privatunterricht. 1912 heiratete sie den Rechtsanwalt Vlastislav Zátka. Die Ehe war jedoch unglücklich und wurde nach einer Nervenkrankheit geschieden. Im Jahr 1919 schloss sie mit dem Opernregisseur und Musiktheoretiker Ferdinand Pujman ihre zweite Ehe.
Bald jedoch brach sie mit ihrer bürgerlichen Herkunft und wandte sich dem linken politischen Spektrum zu, wobei sie sich für Probleme der Arbeiterklasse engagierte. Häufige Auslandsreisen und besonders eine Reise in die Sowjetunion 1932 bestärkten sie darin. Sie verfasste darüber ihren Reisebericht Blick in ein neues Land. Die Bekanntschaft mit Julius Fučík hatte ebenfalls starken Einfluss auf ihre nunmehrige politische Einstellung. 1932 unterstützte sie auch den Bergarbeiterstreik in Most. Von 1937 bis 1939 war sie Vizepräsidentin der Gesellschaft der Freunde des demokratischen Spaniens. Als Journalistin schrieb sie für mehrere Zeitschriften und Zeitungen, darunter Rudé právo, Literární noviny, Tribuna, Českého slova und Přítomnost. Nach dem Krieg arbeitete sie für die staatliche tschechoslowakische Filmwirtschaft, wo sie Bewertungen und Genehmigungen für Filmprojekte verantwortete.
In den 1950er Jahren war Pujmanová eine entschiedene Befürworterin des kommunistischen Regimes. Sie wurde als „störrische Stalinistin“ und Kritikerin von Václav Havel (1936–2011) in dessen Jugend bezeichnet. Eine dunkle Rolle spielte sie auch bei stalinistischen Schauprozessen, wo sie laut A. C. Nor beispielsweise die Verurteilung und Hinrichtung von Milada Horáková forderte. Zur gleichen Zeit war sie dagegen in der Weltfriedensbewegung aktiv.
Anhaltende gesundheitliche Probleme führten zu wiederholten Spitalsaufenthalten. Nach einer fehlerhaften Medikamentengabe starb Pujmanová in Smíchov und wurde in Prag auf dem Vyšehrader Friedhof beim Monument Slavin beigesetzt, das für verdienstvolle Personen bestimmt war.

## Ehrungen
- 1937 Tschechischer Staatspreis für Literatur für Lidé na křižovatce
- 1948 Tschechischer Staatspreis für Literatur für Hra s ohněm
- 1951 Tschechischer Staatspreis für Literatur für Miliony holubiček und Vyznání lásky
- 1953 Tschechischer Staatspreis für Literatur für Život proti smrti
- 1953 Národní umělec (Volkskünstler der Tschechoslowakei)
- 1955 Tschechischer Staatspreis für Literatur für Praha

Am Haus Štěpánské ulici 20 in Prag 1 befindet sich eine Gedenktafel aus Bronze mit ihrem Porträt und einem Zitat von ihr.

## Werke
Die Anfänge ihres Schaffens waren vom Impressionismus geprägt und besonders von František Xaver Šalda und Růžena Svobodová beeinflusst. Ihre Themen waren autobiographisch und behandelten die Zerrüttung der bürgerlichen Familie oder Probleme der Frauenemanzipation. Bis 1921 war sie als Redakteurin der unterhaltsamen Sonntagsbeilage von Národní politika tätig. Mit der Hinwendung zum marxistischen Gedankengut treten soziale Probleme in ihrem Werk in den Vordergrund. Die psychologische Behandlung der Figuren verband sie mit der dramatischen Handlung, aber auch mit lyrischen und humorvollen Passagen. In dieser Hinsicht gilt die Romantrilogie Menschen am Kreuzweg, Spiel mit dem Feuer und Das Leben wider den Tod als ihr Hauptwerk, in dem sie in einem breiten Epochenbild den Zeitraum von 1920 bis 1945 und den Weg einer Arbeiterfamilie und von Intellektuellen zum Sozialismus schildert. Nach 1945 trat sie schließlich als Vertreterin eines tschechischen Sozialistischen Realismus auf. Während der Kriegszeit und danach war Marie Pujmanová auch als Lyrikerin tätig und veröffentlichte zahlreiche Gedichtbände.

### Prosa
- Pod křídly. kniha domova. Borovy, Prag 1917.
- Povídky z městského sadu. Štorch-Marien, Prag 1920.
- Pacientka doktora Hegla (dt. Die Patientin des Dr. Hegel). Melantrich, Prag 1931.
- Předtucha. Lidová tiskárna, Brünn 1942 (dt. Übersetzung Die Vorahnung von Elisabeth Borchardt. Artia, Prag 1959. dt. Übersetzung von Peter Vilimek. Deutscher Taschenbuch-Verlag, München 1973).
- Svitání. Lidová tiskárna, Brünn 1949 (Erzählungen; darin Dobrodružstvi staré damy; dt. Übersetzung Das Abenteuer der alten Dame von Ilse Seehase; in Das Abenteuer der alten Dame. Tschechische Erzählungen 1918-1945. Reclam, Leipzig 1982).
- Roman-Trilogie (Hauptwerk):
  - Lidé na křižovatce. Lidové noviny, Brünn 1937 (dt. Übersetzung Menschen am Kreuzweg von Elisabeth Borchardt. Volk und Welt, Berlin 1949).
  - Hra s ohněm. Borový, Prag 1948 (dt. Übersetzung Spiel mit dem Feuer von Günther Jarosch. Volk und Welt, Berlin 1953).
  - Život proti smrti, Československý spisovatel, Prag 1952 (dt. Übersetzung Das Leben wider den Tod von Jana Nowaková. Volk und Welt, Berlin 1954).
- Sestra Alena. Československý spisovatel, Prag 1958.

### Reportagen
- Pohled do nové země. Levá fronta, Prag 1932. (dt. Blick in ein neues Land; über ihre Reise in die Sowjetunion)
- Slovanský zápisník. Svoboda 1947. (dt. Slawisches Notizbuch)
- Modré vánoce. Československý spisovatel, Prag 1958 (dt. Blaue Weihnachten, lyrischer Reisebericht aus Indien)

### Lyrik
- Zpěvník. Borový, Prag 1939.
- Verše mateřské. Borový, Prag 1940.
- Rafael a Satelit. Borový, Prag 1944.
- Radost i žal. Svoboda, Prag 1945.
- Vyznání lásky. Československý spisovatel 1949.
- Milióny holubiček, Verši z domova a ze světa. Svoboda 1950.
- Čínský úsměv. Československý spisovatel 1954.
- Praha. Československý spisovatel 1954.
- Básně. Československý spisovatel 1958.
- Zpěv o Praze, ten nikdy nedozní. Mlada fronta, Prag 1959 (mit Illustrationen von Václav Sivko).